# Aloe hereroensis
Aloe hereroensis Engl., es una especie de planta suculenta perteneciente a la familia de los aloes. Es endémica de Angola, Sudáfrica y Namibia donde crece en lugares secos y roquedales.

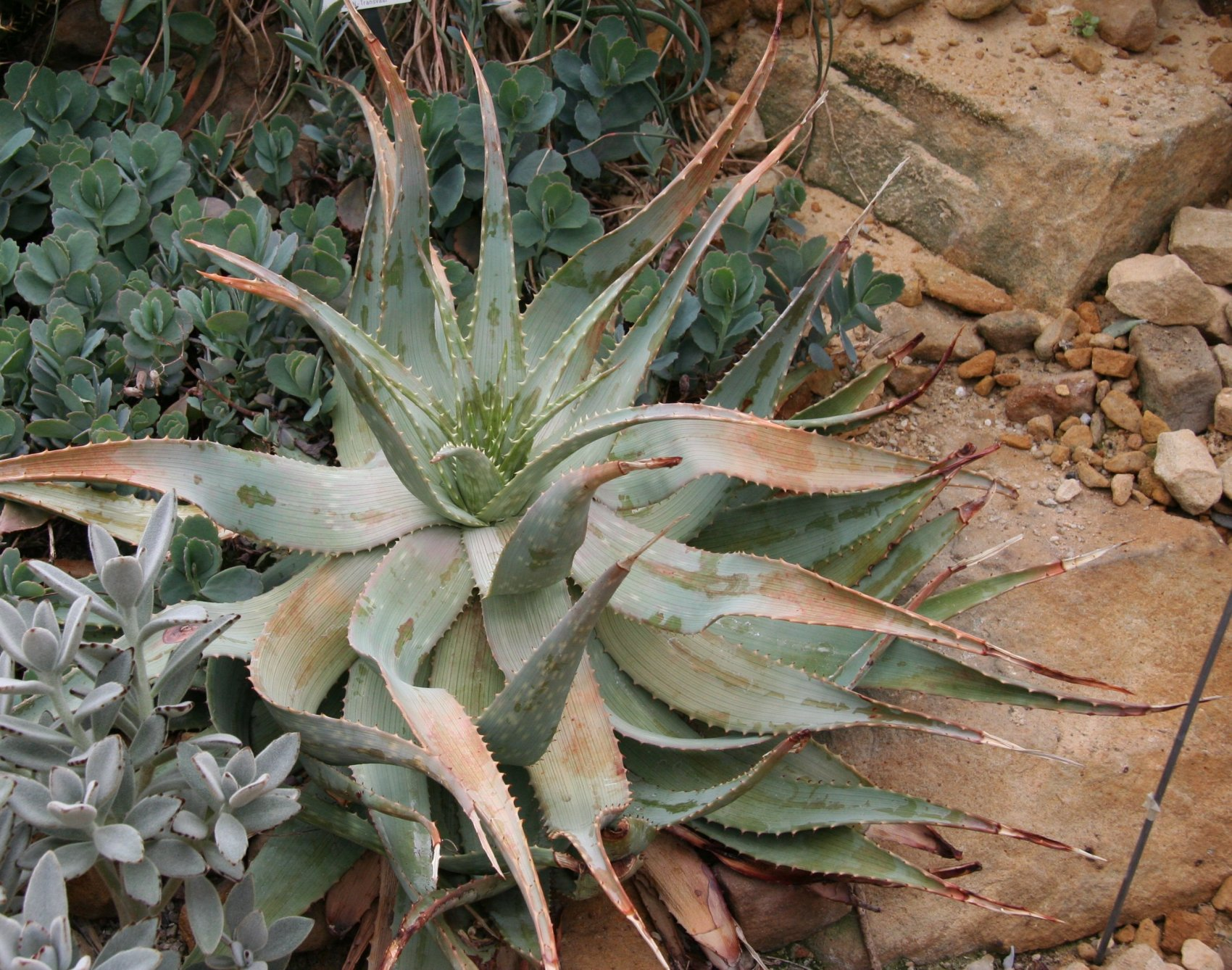
Vista de la planta

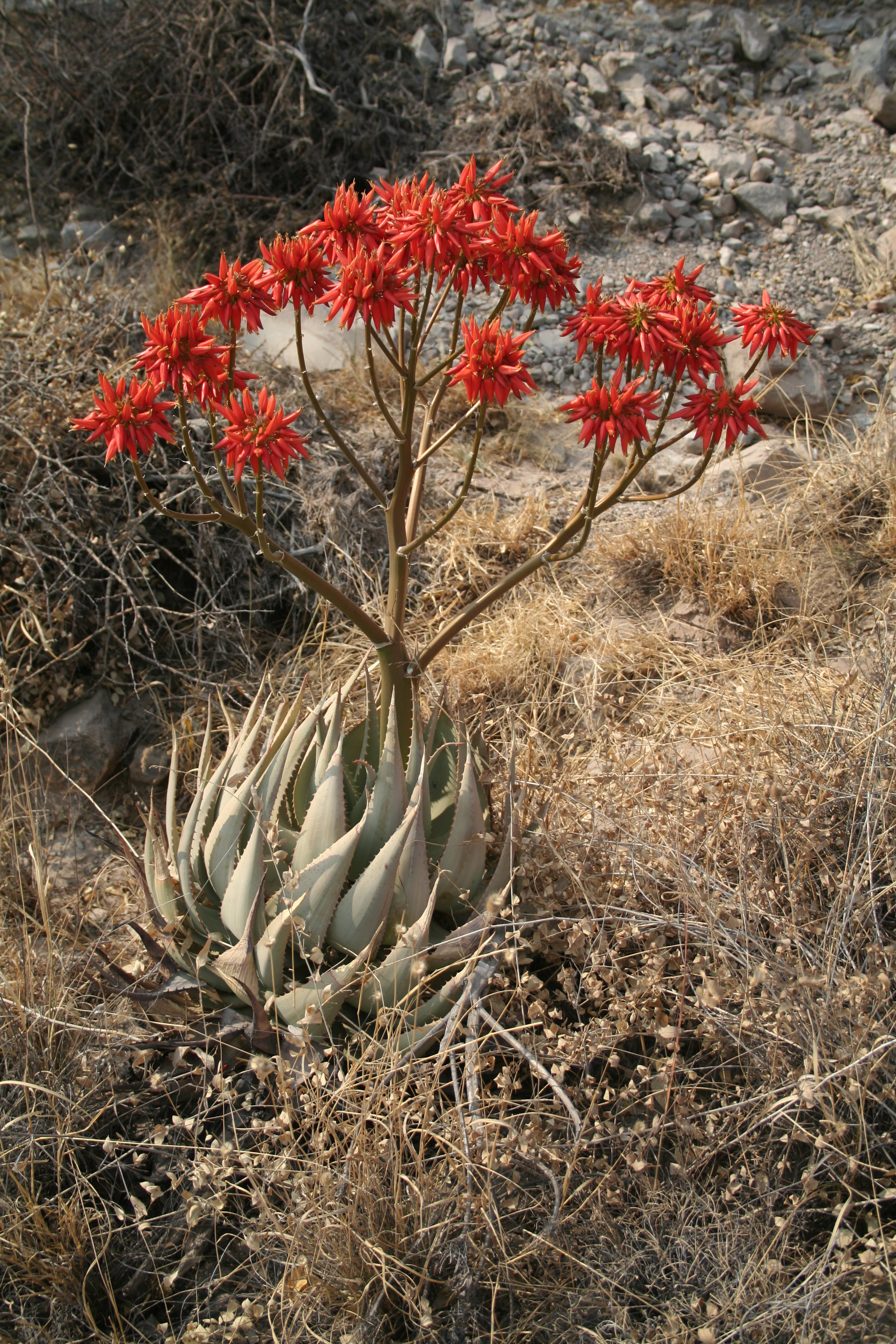
En su hábitat

## Descripción
Es una planta suculenta con las hojas agrupadas en una roseta basal. Las hojas son carnosas, largas y estrechas de color verde y los márgenes con dientes rojizos. Las inflorescencias se encuentran en un tallo erecto con flores de color rojo.

## Taxonomía
Aloe hereroensis fue descrita por Adolf Engler y publicado en Botanische Jahrbücher für Systematik, Pflanzengeschichte und Pflanzengeographie 10: 2, en el año 1889.
Etimología
Aloe: nombre genérico de origen muy incierto: podría ser derivado del griego άλς, άλός (als, alós), "sal" - dando άλόη, ης, ή (aloé, oés) que designaba tanto la planta como su jugo - debido a su sabor, que recuerda el agua del mar. De allí pasó al Latín ălŏē, ēs con la misma aceptación, y que, en sentido figurado, significaba también "amargo". Se ha propuesto también un origen árabe, alloeh, que significa "la sustancia amarga brillante"; pero es más probablemente de origen complejo a través del hébreo: ahal (אהל), frecuentemente citado en textos bíblicos.
hereroensis: epíteto geográfico que alude a su localización en zonas ocupadas por los Herero.
Variedades
- Aloe hereroensis var. hereroensis[8]

Sinonimia
- Aloe hereroensis var. orpeniae (Schönland) A.Berger
- Aloe orpeniae Schönland
- Aloe hereroensis var. lutea A.Berger[9][2]